# Roger Gonthier
Roger Gonthier, né le 13 novembre 1884 à Périgueux (Dordogne), et mort le 11 juillet 1978 à Saint-Palais-sur-Mer (Charente-Maritime), est un architecte français. Il est notamment l'auteur de la gare des Bénédictins à Limoges.

## Biographie
Roger Gonthier est le fils de l'architecte Marc Martin Gonthier dit Henri Gonthier (1859-1905) et de Marie Elise Sicault (1860-?), son épouse. En 1904, Gonthier père assume également, à Limoges, la fonction d'inspecteur des bâtiments de la Compagnie des chemins de fer d'Orléans,.

## Réalisations
Les principales réalisations de Roger Gonthier ont été faites à Limoges : notamment la gare des Bénédictins entre 1924 et 1929 (en tant qu'architecte de la compagnie du Paris-Orléans), le pavillon du Verdurier (1920), la cité-jardin de Beaublanc (1921-1924), la Cité des Coutures (1927) et les abattoirs municipaux (1941-1943), mais également de nombreux immeubles à Paris (comme l'immeuble dit des Petites Affiches, rue Montesquieu, ou la tour Paris-Lyon, près de la gare de Lyon). 
Dans les années 1920, Gonthier dessine aussi des chalets représentatifs de l'architecture balnéaire de la corniche vendéenne dont sa propre villa nommée « Grosse Terre » (~1925-1928). Située sur la côte du même nom à la limite des communes de Saint-Hilaire-de-Riez et de Croix-de-Vie, elle sera connue, après 1945, sous le nom de « Maison Buet » d'après son nouveau propriétaire. Outre « Grosse Terre », il dessine les villas voisines « les Récifs » et « le mas de Riez ».
En 1951, il procède à l'extension de la maison du gardien, au n° 1 de la rue Mallet-Stevens à Paris .

## Hommage
Le conseil municipal de Limoges vote en juin 2016 l'attribution du nom de Roger Gonthier à l'esplanade de la gare de Limoges.